# 确定开始建设新干线铁道路线基本计划
确定开始建设新干线铁道路线基本计划是根据全国新干线铁道整备法（ 1970年（昭和45年）5月18日 日本第71号法律）第4条（基本计划）制定的日本全国新干线铁路的基本计划，由国土交通大臣（当时的运输大臣）制定并宣布。

## 各告示的概要

### 1971年（昭和46年）第17号告示
1971年1月18日运输省告示第17号（修订：1972年7月3日 运输省告示第242号） 
| 路線名稱   | 起點   | 終點         | 通車日期       | 主要經過地點                             | 現況                 |
| ---------- | ------ | ------------ | -------------- | ---------------------------------------- | -------------------- |
| 東北新幹線 | 東京都 | 青森縣青森市 | 1982年6月23日  | 埼玉市、宇都宮市、福島市、仙台市、盛岡市 | 已開通運營           |
| 上越新幹線 | 東京都 | 新潟縣新潟市 | 1982年11月15日 |                                          | 已開通運營           |
| 成田新幹線 | 東京都 | 千葉縣成田市 | 廢止           | 廢止                                     | 計畫已過期已中止興建 |

### 1972年（昭和47年）第243号告示
1972年7月3日运输省告示第243号（变更：1973年11月15日 运输省告示第465号） 
| 路線名稱     | 起點         | 終點                 | 通車日期      | 主要經過地點           | 現況                   |
| ------------ | ------------ | -------------------- | ------------- | ---------------------- | ---------------------- |
| 北海道新幹線 | 青森縣青森市 | 上川綜合振興局旭川市 | 2016年3月26日 | 函館市附近、札幌市     | 部分已開通，部分施工中 |
| 北陸新幹線   | 東京都       | 大阪府大阪市         | 1997年10月1日 | 長野市附近、富山市附近 | 部分已開通，部分施工中 |
| 九州新幹線   | 福岡縣福岡市 | 鹿兒島縣鹿兒島市     | 2004年3月13日 |                        | 已開通運營             |

### 1972年（昭和47年）第466号告示
1972年12月12日运输省告示第466号
| 路線名稱   | 起點         | 終點         | 通車日期      | 主要經過地點 | 現況                   |
| ---------- | ------------ | ------------ | ------------- | ------------ | ---------------------- |
| 九州新幹線 | 福岡縣福岡市 | 長崎縣長崎市 | 2022年9月23日 |              | 部分已開通，部分施工中 |

### 1973年（昭和48年）第466号告示
1973年11月15日运输省告示第466号
| 路线名称         | 起点                         | 终点             | 主要过境点                                     | 现况   |
| ---------------- | ---------------------------- | ---------------- | ---------------------------------------------- | ------ |
| 北海道南回新幹線 | 渡島綜合振興局山越郡長萬部町 | 石狩振興局札幌市 | 室兰市附近、苫小牧市附近、千岁市附近           |        |
| 羽越新幹線       | 富山縣富山市                 | 青森縣青森市     | 新潟市附近、山形县鹤冈市附近、山形县酒田市附近 |        |
| 奧羽新幹線       | 福島縣福島市                 | 秋田縣秋田市     | 山形市附近                                     |        |
| 中央新幹線       | 東京都                       | 大阪府大阪市     | 甲府市附近、名古屋市附近、奈良市附近           | 施工中 |
| 北陸中京新幹線   | 福井縣敦賀市                 | 愛知縣名古屋市   |                                                |        |
| 山陰新幹線       | 大阪府大阪市                 | 山口縣下關市     | 鸟取市附近、松江市附近                         |        |
| 中國橫斷新幹線   | 岡山縣岡山市                 | 島根縣松江市     |                                                |        |
| 四國新幹線       | 大阪府大阪市                 | 大分縣大分市     | 德岛市附近，高松市附近，松山市附近             |        |
| 四國橫斷新幹線   | 岡山縣岡山市                 | 高知縣高知市     |                                                |        |
| 東九州新幹線     | 福岡縣福岡市                 | 鹿兒島縣鹿兒島市 | 大分市附近、宫崎市附近                         |        |
| 九州橫斷新幹線   | 大分縣大分市                 | 熊本縣熊本市     |                                                |        |

## 后续动态
1971年公示的基本计划路线，除计划失效的成田新干线外，其余路段均已开通。
1972年公示的基本计划路线，1973年决定了整备计划。这些路线被称为整备新干线，部分路段已经开通或开工，但也存在未开工的路段。
1973年公示的基本计划路线，在2011年确定了中央新干线的整备计划。其他区间截至2022年尚未动工。
2017年之后的每年，国土交通省对今后国土干线铁路网的整备方法进行了以“关于干线铁路网络等状态的调查”为名的调查，调查对象包括基本计划路线。
基本计划线路有关内容包括: 单线方式的新干线建设成本和运输能力、濑户大桥新干线复线整备场合的工期和费用、新的成本-收益比(B/C)的计算方法的组成部分，包括新干线已开通区间的流动分析。

## 彈丸列車
彈丸列車（だんがんれっしゃ）是日本於1939年（昭和14年）規劃的高速鐵路路線，俗稱「彈丸列車計劃」。 這個計劃與戰後的東海道新幹線和山陽新幹線有很密切的關係。
1932年（昭和7年）左右，日本對朝鮮半島和中國大陸的運輸需求逐年增加，前一年的1931年（昭和6年），關東軍開始遭遇九一八事變，1932年（昭和7年），滿洲國成立。當時，從東京/大阪到這些地區最快的路線是乘坐東海道本線和山陽本線到下關，乘坐關釜連絡船前往釜山，然後乘搭南滿洲鐵道和朝鮮總督府鐵道。使得東海道本線和山陽本線逐漸飽和。例如，東海道本線和山陽本線雖然總長度僅佔當時國鐵的7%，但運量卻佔總運量的30%。 特別是1937年7月7日盧溝橋事變、甲午戰爭爆發後，無法應對運輸量的增加。

### 概要
- 東京至下關之間的984.4公里（現有路線距離為1097.1公里），將鋪設一條與在來線分開的複線新線。
- 路線盡量筆直，不一定要與在來線平行。
- 運行長距離高速列車
  - 東京-大阪4小時半，東京-下關9小時為目標（當時，最快的列車從東京到大阪需8個小時，從東京到下關需18個半小時。）
  - 旅客列車在東京和大阪之間21往復，在大阪和下關之間31往復（戰後新幹線開通時東京和新大阪之間有15往復，次年為25往復）。
  - 貨運列車東京和大阪之間有6往復，大阪和下關之間5往復
- 最高時速為200km/h（蒸汽機車牽引區間為150km/h，戰後新幹線為210km/h，當時在來線為95km/h）。
- 18座旅客車站（括號中為該都道府縣今日東海道新幹線及山陽新幹線車站）
  - 東京（現東京站）-（現品川站）- 横浜（現新橫濱站）- 小田原（現小田原站）- 熱海（現熱海站）- 沼津（現三島站）-（現新富士站）- 靜岡（現靜岡站）-（現掛川站）- 濱松（現濱松站）- 豊橋（現豐橋站）-（現三河安城站）- 名古屋（現名古屋站）- （現岐阜羽鳥站）-（今米原站）- 京都（現京都站）-大阪（現新大阪站）- 神戶（現新神戶站）- （現西明石站）- 姫路（現姬路站）- （現相生站）-  岡山（現岡山站）-（現新倉敷站）-（現福山站）- 尾道（現新尾道站）-（現三原站）-（現東廣島站）- 廣島（現廣島站）-（現新岩國站）- 德山（現德山站）- 小郡（新幹線通車時小郡站，現新山口站）- （現厚狹站）- 下關（現新下關站）-（現小倉站）-（現博多站）
  - 貨運站位於新鶴見、濱松、名古屋、吹田、岡山、廣島和幡生。
  - 福山可以更改為尾道，沼津改為三島，以取得更筆直的路線。最快的列車將停靠東京、橫濱、靜岡、名古屋、京都、大阪、神戶、姬路、岡山、廣島、下關等11個車站，未來也可以開辦僅停靠東京、名古屋、大阪、廣島和下關五站停靠的特快列車。
- 軌距與朝鮮半島鐵路和現今新幹線同樣採用1435mm標準軌。
- 只於東京和靜岡之間以及名古屋和姬路之間電氣化，其餘路段採蒸汽火車頭拉動。
- 直流3000V電力（戰後新幹線交流25,000V）。
- 盡量採用立體交叉。